# Warthermarske
Warthermarske – osada w Anglii, w hrabstwie North Yorkshire, w dystrykcie (unitary authority) North Yorkshire. Leży 49 km na północny zachód od miasta York i 318 km na północ od Londynu.